# Wigandia
Genre
Classification APG II (2003)
Wigandia est un genre de plantes dicotylédones.
L'espèce doit son nom à Johann Wigand.

## Liste des espèces
- Wigandia caracasana
- Wigandia urens (Wigandia kunthii)